# Рибо, Огюстен Теодюль
Огюстен Теодюль Рибо (фр. Augustin Théodule Ribot, 8 августа 1823, Сен-Николя-д’Аттез, Эр — 11 сентября 1891, Коломб, О-де-Сен) — французский живописец и график.

## Биография

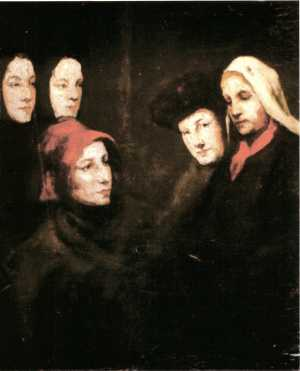
Рибо. Шекспировская драма

Учился в Школе искусств и ремесел в Шалоне. Потеряв в 1840 отца, был вынужден пойти работать, чтобы содержать мать и сестёр. Рано женился. В 1845 приехал в Париж, сменил там множество занятий. Работал в мастерской Огюста Глеза и учился у него. На три года завербовался на работу в Алжир. Серьёзно занялся живописью в конце 1850-х годов. Подружился с Фантен-Латуром, Франсуа Бонвеном. Писал вечером и по ночам при свечах, днем зарабатывая на жизнь семейства. Впервые выставил свои работы в парижском Салоне в 1861, позднее был несколько раз отмечен медалями Салона.
В 1878 получил Орден Почётного Легиона. После этого переехал в городок Коломб, много болел и живописью уже почти не занимался. В 1884 друзья, среди которых были Фантен-Латур, Буден, Бастьен-Лепаж, Пюви де Шаванн, Моне, Роден, дали в часть Рибо банкет, где вручили ему медаль с выгравированной надписью Теодюлю Рибо, независимому художнику.

## Творчество

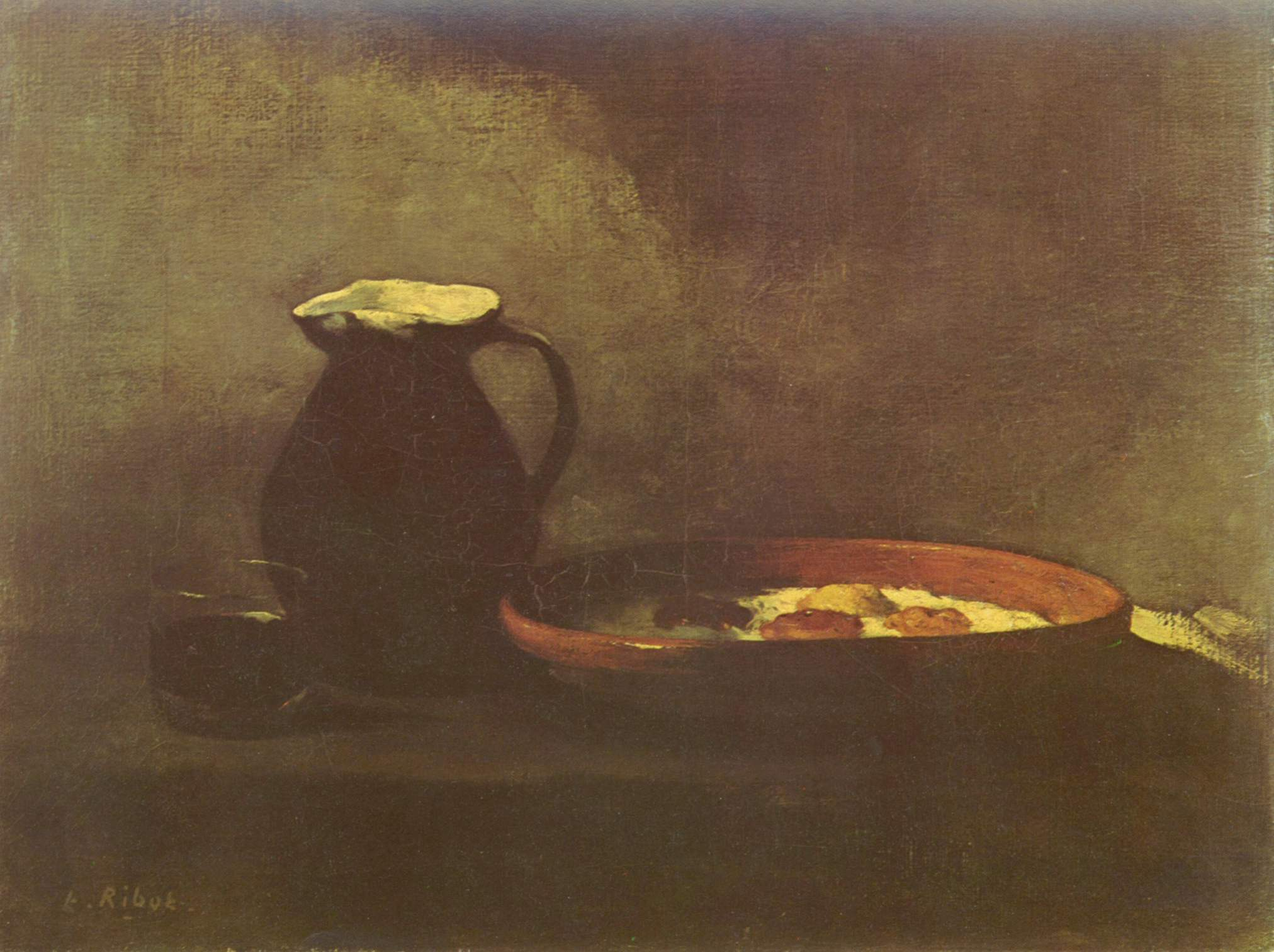
Рибо. Натюрморт с глазуньей

Излюбленные жанры Рибо — натюрморт, портрет, бытовая сцена, нередко — кухонная. Его ориентирами в живописи были Рибера, Караваджо, Рембрандт. Критики называли его колорит голландским или испанским.

## Наследие
Картины Рибо хранятся в музеях Парижа, Лиона, Страсбурга, Реймса, Вены, Дрездена, Амстердама, Бильбао, Нью-Йорка, Чикаго, Филадельфии, Бостона, Сан-Франциско, Буэнос-Айреса и др., а также в нескольких частных коллекциях.